# ビロビジャンI駅
ビロビジャンI駅(ビロビジャンいちえき、ロシア語: Биробиджан-1、イディッシュ語: ביראָבידזשאן-1) は、ロシア連邦ユダヤ自治州の州都ビロビジャンの中心駅。シベリア鉄道本線とレーニンスク方面への支線が接続している。単に「ビロビジャン駅」といった場合、当駅を指す。

## 概要
ハバロフスクから170km離れている。ビロビジャンとハバロフスクを3時間で結ぶ列車としてエロフェイ・ハバロフ号がある。
1912年にアムール鉄道の駅として建設。1928年にこの地域にユダヤ民族区が設置され、最初のユダヤ人入植者が到着した。1931年に地名と駅名がビロビジャンに改称された。
かつてユダヤ人が多くいた名残として、駅舎にはロシア語とイディッシュ語が併記されている。

### 主な行き先
| 列車名 | 列車№ | 区間（モスクワ・アバカン=タイシェト鉄道方面） | 列車№ | 区間（ウラジオストク・バム鉄道方面）          | 直通先・経由     |
| ------ | ----- | --------------------------------------------- | ----- | --------------------------------------------- | ---------------- |
| ロシア | 1     | ウラジオストク — モスクワ・ヤロスラフスキー駅 | 2     | モスクワ・ヤロスラフスキー駅 — ウラジオストク | シベリア鉄道本線 |
|        | 7     | ウラジオストク — ノヴォシビルスク             | 8     | ノヴォシビルスク — ウラジオストク             | シベリア鉄道本線 |

## 駅構造

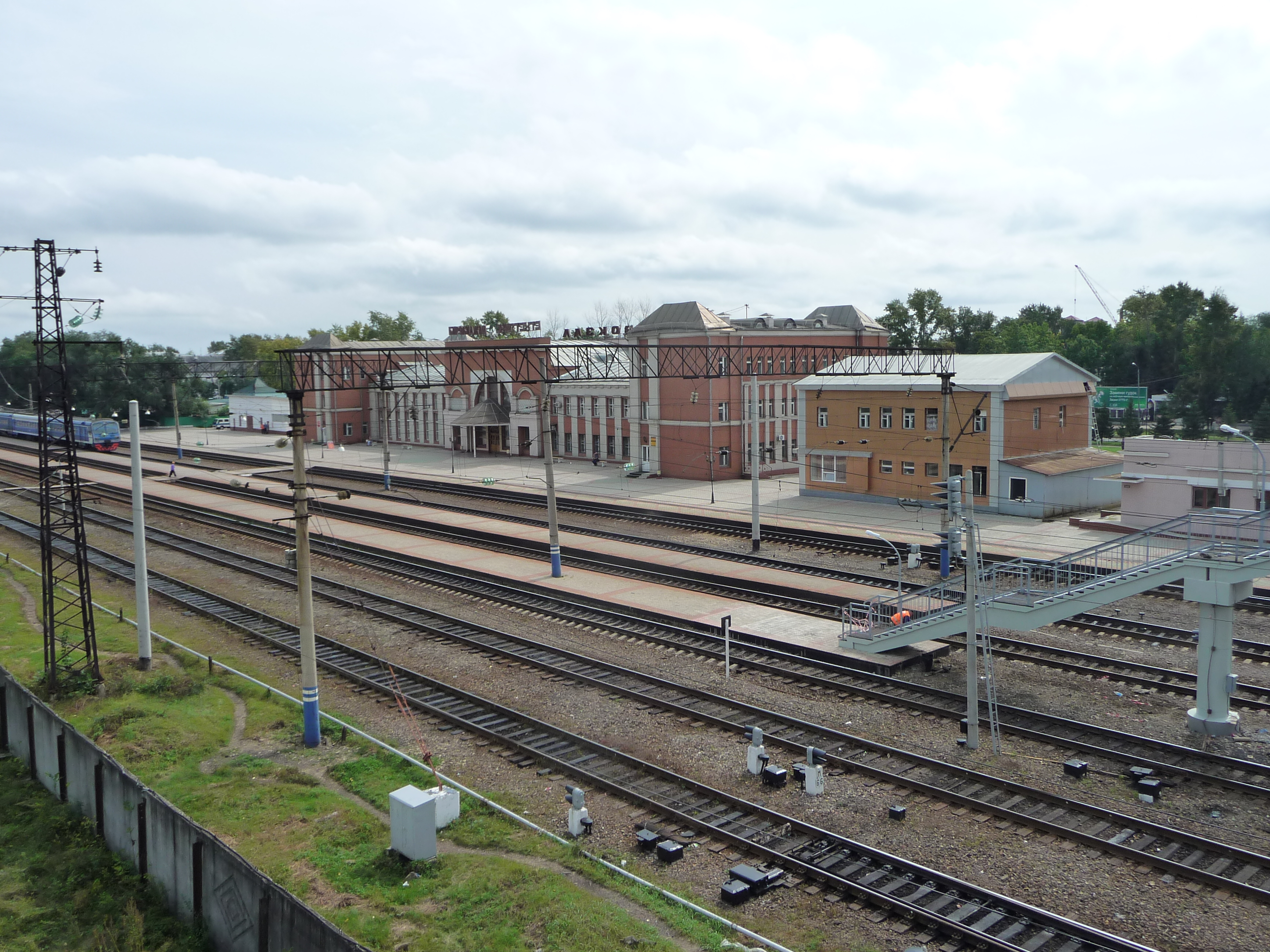
ホーム全景

島式ホーム2面3線に単式ホーム1面1線が隣接する形の合計3面4線の地上駅。ホームは全て低床式。互いのホームは線路上を直接渡って行き来することができる。ホーム北側に操車場がある。
駅舎は単式ホームに隣接している。駅舎を介さずとも駅舎北側の抜け道からホームに入ることができる。

## 駅周辺
- ポベドィ・スクエア（Сквер Победы） - 広場
- メガポリス（Мегаполис） - ショッピングセンター
- ツェントラル（Центральная） - ホテル
- 1番高校（Гимназия № 1）

## 隣の駅
ロシア鉄道
シベリア鉄道本線
ロシア号（1列車・2列車）
オブルチエ駅 - ビロビジャンI駅 - ハバロフスクI駅
007Н列車・007Э列車・008Н列車
イズヴェストコーヴァヤ駅 - ビロビジャンI駅 - ハバロフスクI駅
035Ч列車・035Э列車・099Э列車・100Щ列車・100Э列車
ビラ駅 - ビロビジャンI駅 - イン駅
325Э列車・325Ж列車・663Э列車
ビラ駅 - ビロビジャンI駅 - アウル駅
663Й列車
セミストチヌイ駅 → ビロビジャンI駅 → アウル駅
エレクトリーチカ（各駅停車）
キルガ駅 - ビロビジャンI駅 - イクラ駅
レーニンスク支線（旅客運行無し）
ビロビジャンI駅 - ビロビジャンII駅